# 27. travnja
27. travnja (27. 4.) 117. je dan godine po gregorijanskom kalendaru (118. u prijestupnoj godini).
Do kraja godine ima još 248 dana.

## Događaji
- 1521. – Filipinski domoroci pod vodstvom Lapu-Lapua ubili su istraživača Ferdinanda Magellana u bitki kod Mactana
- 1667. – Slijep i siromašan John Milton prodao je autorska prava na Izgubljeni raj za 10 £
- 1805. – američka mornarica napala Tripoli (Libija)
- 1810. – Ludwig van Beethoven je skladao minijaturu Za Elizu, koja je bila rođendanski dar djevojčici, baš na njezin rođendan jer je zaboravio kupiti poklon
- 1813. – američka vojska, pod zapovjedništvom generala Picea, zauzela Toronto
- 1908. – U Londonu su otvorene četvrte ljetne olimpijske igre
- 1909. – Mehmed V. zbacio je sultana Abdula Hamida II od Otomanskog Carstva
- 1945. – Uhićen Benito Mussolini
- 1956. – boksač Rocky Marciano odlazi u mirovini kao neporaženi prvak u teškoj kategoriji
- 1967. – U Montrealu je otvorena Svjetska izložba Expo 67
- 1994. – Povijest Južne Afrike u doba apartheida: Afrički nacionalni kongres pobijedio je u prvim nerasnim izborima u povijesti Južne Afrike
- 1999. – u zračnim napadima NATO-a na ciljeve u SRJ pogođen centar Surdulice. Poginulo je 17 ljudi, ranjeno 11, a oko 300 civilnih objekata je srušeno ili oštećeno
- 2005. – Prvi je put poletio Airbus A380, najveći putnički zrakoplov na svijetu
- 2014. – Papa Franjo kanonizirao je Ivana XXIII. i Ivana Pavla II.

| - 1593. – Mumtaz Mahal, indijska carica († 1631.) - 1791. – Samuel F.B. Morse, američki izumitelj i slikar († 1872.) - 1820. – Herbert Spencer, britanski filozof i jedan od utemeljitelja sociologije († 1903.) - 1822. – Ulysses S. Grant, američki vojskovođa, političar i predsjednik († 1885.) - 1878. – Marija Guadalupe Garcia Zavala, meksička svetica († 1963.) - 1891. – Sergej Prokofjev, ruski skladatelj († 1953.) - 1905. – Vicko Krstulović, hrvatski političar († 1988.) - 1939. – Stanisław Dziwisz, poljski kardinal - 1970. – Andrija Jarak, hrvatski novinar - 1971. – Małgorzata Kożuchowska, poljska glumica i glazbenica - 1986. – Elena Risteska, makedonska pjevačica - 1995. – Paddy McNair, sjevernoirski nogometaš | - 304. – Sveti Polion, katolički svetac - 1404. – Filip II., vojvoda od Burgundije, francuski plemić (* 1342.) - 1521. – Ferdinand Magellan, portugalski moreplovac i istraživač (* 1480.) - 1565. – Ozana Kotorska, katolička blaženica (* 1493.) - 1881. – Josip Freudenreich, hrvatski kazališni glumac i redatelj (* 1827.) - 1882. – Ralph Waldo Emerson, američki filozof, esejist i pjesnik (* 1803.) - 1915. – Aleksandr Skrjabin, ruski pijanist i skladatelj (* 1872.) - 1938. – Edmund Husserl, njemački filozof (* 1859.) - 1945. – Martin Bubanj, župnik i vjeroučitelj (* 1898.) - 1992. – Olivier Messiaen, francuski skladatelj i orguljaš (* 1908.) |

## Blagdani i spomendani
- Dan grada Zlatara
- Dan državnosti u Togu
- Dan državnosti u Sijera Leoneu
- Dan slobode u Južnoafričkoj Republici